# Lesjnja
Lesjnja (ryska: Лешня) är ett vattendrag i Belarus.   Det ligger i voblasten Mahiljoŭs voblast, i den nordöstra delen av landet, 200 km öster om huvudstaden Minsk.
Trakten runt Lesjnja består till största delen av jordbruksmark. Runt Lesjnja är det ganska glesbefolkat, med 23 invånare per kvadratkilometer.